# Humanistischekrachtpartij (Sociaal-Liberaal)
Humanistischekrachtpartij (Sociaal-Liberaal) (PPU, Roemeens: Partidul Puterii Umanist (social liberal)) is een Roemeense politieke partij. 

## Geschiedenis
De partij werd officieel gevormd op 4 augustus 2015 door voornamelijk oud-PC-leden die zich niet konden vinden in een fusie tussen de PC en de PLR van Călin Popescu-Tăriceanu. Zij hadden ook veel kritiek op het optreden van de laatste voorzitter van de PC Daniel Constantin en beschuldigde hem van het verkwanselen van de ideeën van PC-oprichter Dan Voiculescu, die op dat moment een straf uit zat wegens corruptie.
De partij werd opgericht door Alfred-Laurenţiu-Antonio Mihai, senator namens Boekarest sector 7 sinds 2014 (jongste senator tot dan toe). Al gauw volgde oud-senator en PC-voorzitter van de Noordwestelijke regio Șerban Rădulescu,  PC-persvoorlichter Lorena Iordache, PC-Europarlementariër Maria Grappini en marketingmedewerksters bij Dan Voiculescu's Antena TV-Groep Dana Bugean.
In aanloop naar de burgemeestersverkiezingen in 2016 schoof het PPU voormalig districtsburgemeester Cristian Popescu Piedone naar voren als hun kandidaat, tegen de zin van PPU medevoorzitter en Europarlementariër Maria Grappini. Tegen Piedone loopt op dit moment een onderzoek naar machtsmisbruik vanwege zijn aandeel in de Colectiv Club brand, dat plaatsvond in zijn district. Zijn eerdere poging om als onafhankelijke kandidaat zich verkiesbaar te stellen werd niet gehonoreerd nadat nabestaanden van de Colectiv Club overledenen hadden geklaagd.
Alliantie van Liberalen en Democraten · Alliantie voor de Unie van Roemenen · Democratisch-Liberale Partij · Democratische Unie van Hongaren in Roemenië · Groot-Roemeniëpartij · Humanistischekrachtpartij · Nationale Democratische Partij · Nationaal-Liberale Partij · Nationale Christen-Democratische Boerenpartij · Nationale Unie voor de vooruitgang van Roemenië · Nieuwegeneratiepartij · Nieuwe Republiek · Noua Dreaptă · M10 · Partij Verenigd Roemenië · Red Roemenië-Unie · Roemeense Sociale Partij · Sociaaldemocratische Partij · Partijen van etnische minderheden · Volksbewegingspartij